# Stromatoporen
Die Stromatoporen, wissenschaftlich Stromatoporoidea genannt, sind eine ausgestorbene Gruppe sessiler koloniebildender Meerestiere, die heute meist den Schwämmen zugeordnet wird. Ihre fossilen Überreste finden sich heute in Form der kalkigen Skelette ihrer Kolonien. Erste gesicherte Funde stammen aus dem Ordovizium. Zwischen dem Unterkarbon und der mittleren Trias besteht eine Überlieferungslücke, d. h. aus diesem Zeitraum sind bislang keine Stromatoporenfossilien bekannt. Am Ende der Kreide starben sie schließlich endgültig aus. Stromatoporenkolonien sind typisch für flachmarine Ablagerungsräume tropischer und subtropischer Gewässer und sind oft mit Korallen vergesellschaftet. Besonders im Silur und Devon waren sie maßgeblich an der Riffbildung beteiligt. Wie die „echten“ Schwämme oder Moostierchen waren Stromatoporen wahrscheinlich Filtrierer. Der Durchmesser einer einzelnen Kolonie liegt im Millimeterbereich bis zu maximal zwei Meter. Für die taxomische Zuordnung der Fossilien in Gattungen und Arten ist der innere Aufbau der Skelette wichtig, der nur durch Dünnschliffanalysen ermittelt werden kann. Dieser Feinbau ist aber oft durch die fossilbildenden Prozesse (Fossildiagenese) verloren gegangen. Die oberen Teile der Kolonien sind von den diagenetischen Prozessen meist stärker betroffen, während die Basiselemente besser erhalten sind.

## Aufbau

Stark vereinfachtes Schema eines Stromatoporen-Skelettes

Die Stromatoporenkolonien sind heute in Form ihrer kalkigen Skelette (Coenostea) überliefert. Woraus diese Skelette ursprünglich bestanden, ist Gegenstand von Diskussionen. Da sie oft stark diagenetisch überprägt (umkristallisiert) sind, wird angenommen, dass sie ursprünglich aus den in geologischen Zeiträumen weniger stabilen Kalziumkarbonatvarianten Aragonit oder Hoch-Mg-Calcit bestanden.
Die Kolonien sind intern gegliedert durch horizontale (Laminae) und senkrechte (Pilae, auch Pfeiler genannt) Elemente. Die Zwischenräume werden als Galerien oder Kammern bezeichnet. Durch Bildung immer neuer horizontaler Schichten wuchs die Kolonie in die Höhe. Einheiten von mehreren, weiter auseinander stehenden Laminae im Wechsel mit verdickten oberflächenparallelen Lagen heißen Latilaminae und sind mit Jahresringen von Baumstämmen vergleichbar. Sie werden als von den paläoökologischen Umweltbedingungen abhängige Wachstumsperioden gedeutet. Durchschnittlich lag das jährliche Höhenwachstum wohl nur im Millimeterbereich, während das Wachstum in die Breite bis zu einem Zentimeter pro Jahr erreichen konnte.
Einige Arten weisen an der Oberfläche der Kolonie warzenähnliche Höcker auf (Mamelonen oder Monticuli genannt). Mit diesen Höckern assoziiert sind kleine, sternchenförmig angeordnete Kanäle (Astrorhizen), die auf oder dicht unter der Oberfläche verlaufen und teilweise in senkrecht in das Skelett hineinragende Kanäle (Oscula) einmünden. Wahrscheinlich dienten sie als Ein- und Ausströmöffnungen (ähnlich wie bei den Schwämmen) durch die Umgebungswasser aufgenommen und nach Filtration (zur Nahrungsaufnahme) wieder abgegeben wurde. Weichgewebe von Stromatoporen wurde bisher nie versteinert gefunden. Es überzog vermutlich die Oberfläche und befand sich wohl zudem in den obersten Galerien des Skeletts.

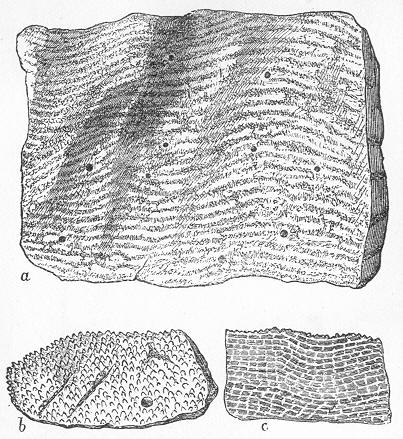
Zeichnungen von Stromatoporen (Maßstab nicht einheitlich): a) horizontaler Schnitt (die dunklen Punkte repräsentieren Oscula), b) Teil der Oberfläche mit Monticuli, c) vertikaler Schnitt

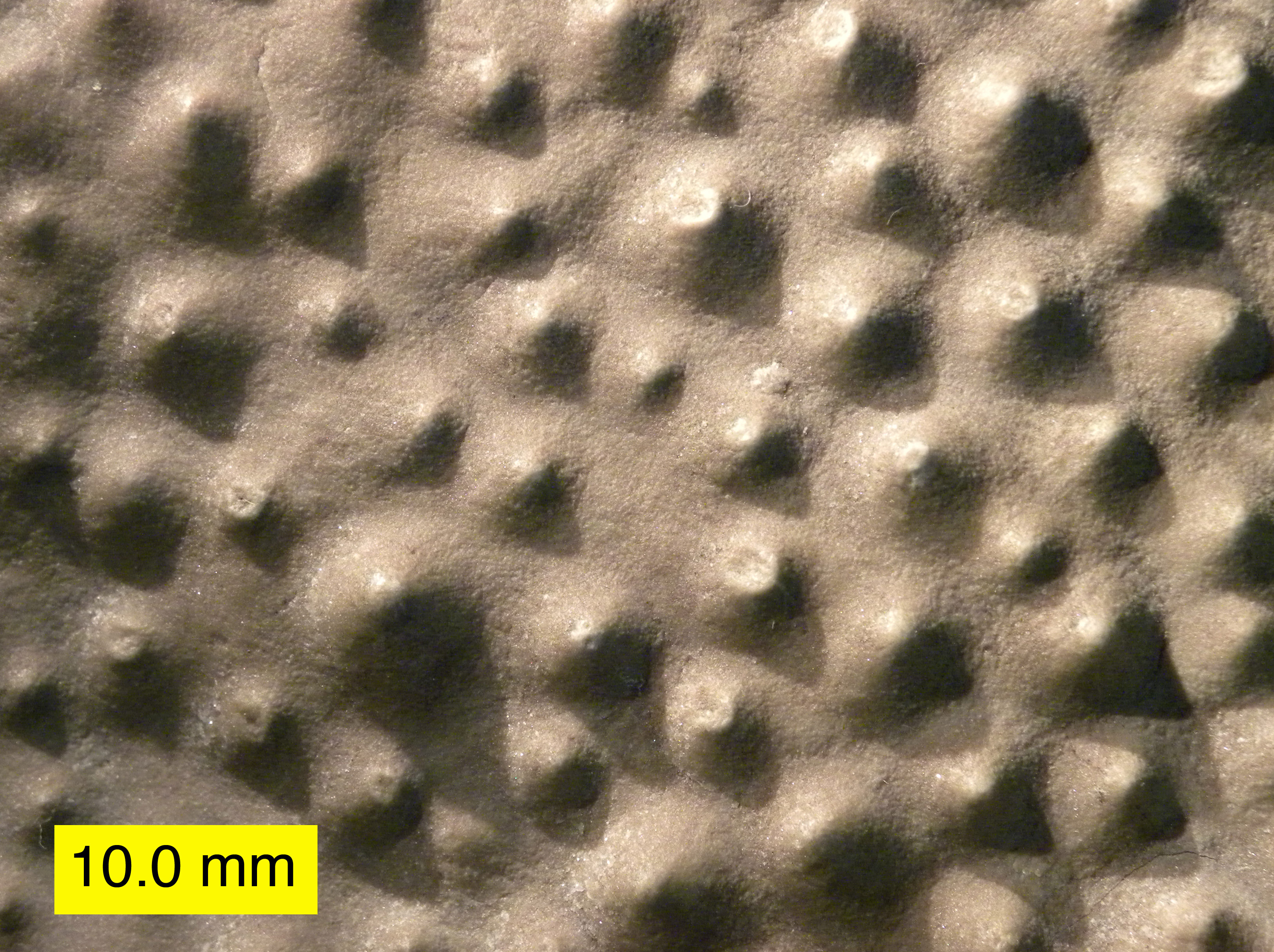
Aufnahme der Oberfläche einer Stromatoporenkolonie mit deutlich erkennbaren Monticuli

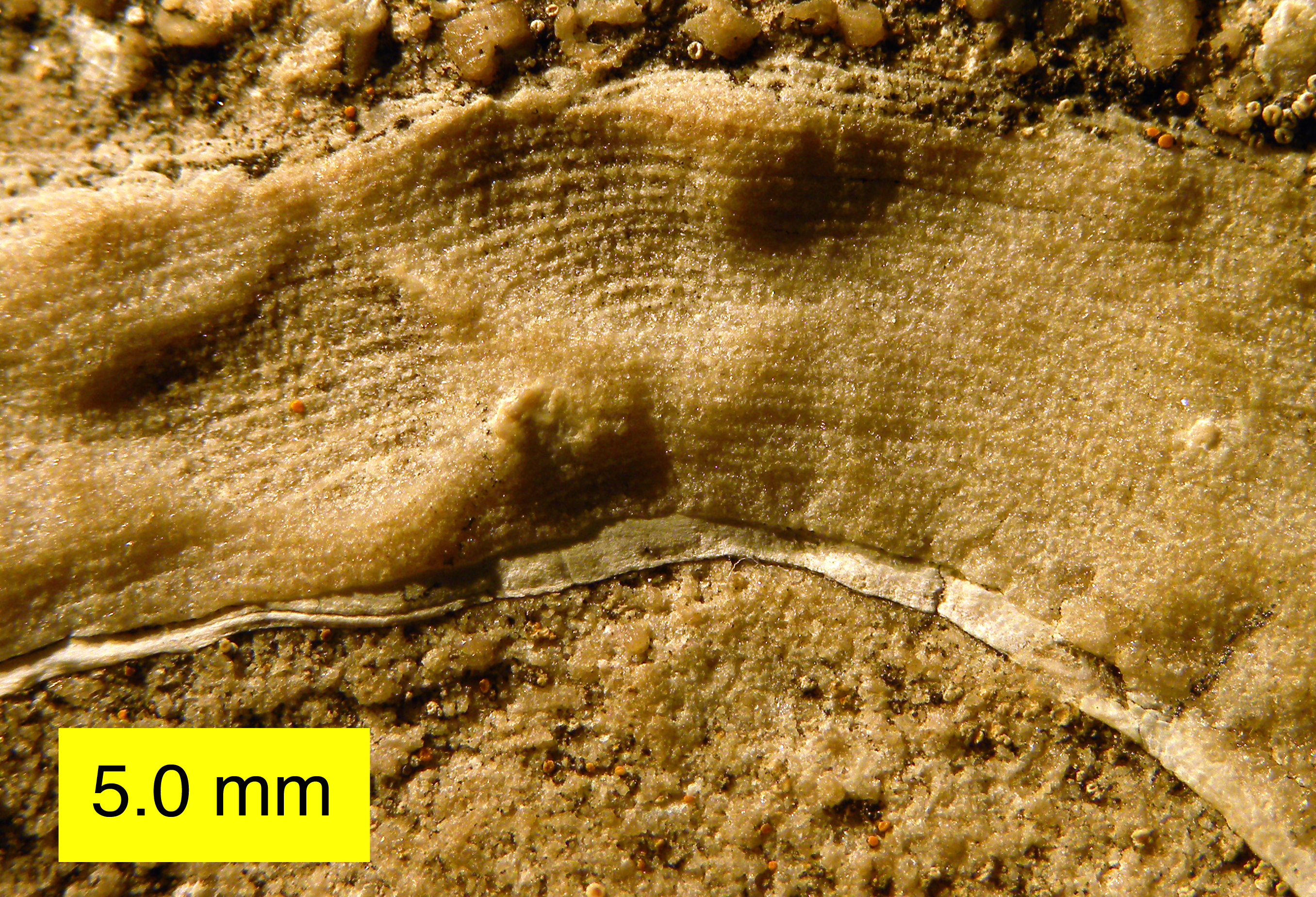
Senkrechter Anschnitt einer relativ flachen, von Gestein unter- und überlagerten Kolonie mit gut erkennbaren Laminae und Pilae

Auch in dem inneren Aufbau der Skelett-Elemente, also in der Mikrostruktur der Laminae und Pilae gibt es Unterschiede. Man kann grundsätzlich zwischen drei verschiedenen Arten des Aufbaus unterscheiden: Es gibt kompakte Strukturen, wobei sich innerhalb der Elemente keine Lufträume oder Körner erkennen lassen. Die zweite Form bezeichnet man als zellulär, hier ist der Aufbau mehr oder wenig porös. Die dritte Art ist faserig aufgebaut, diese Struktur findet man fast ausschließlich bei den im Mesozoikum wieder auftretenden Stromatoporen. Bei starker Vergrößerung erkennt man einzelne Fasern in den Elementen. Zwischen diesen drei unterschiedlichen Strukturen gibt es auch fließende Übergänge. Dies kann aber an der Diagenese, also die nach dem Tod des Organismus im Sediment erfolgten Veränderungen liegen.
Es gibt stark unterschiedliche Wuchsformen, wobei der Lebensraum des Organismus (zum Beispiel Temperatur und Stärke der Wellenenergie) eine große Rolle spielte. Im Allgemeinen wird zwischen drei Wuchsformen unterschieden:
- Kugelige, knollige (massive) oder lagige (tabulare) Formen: Diese Wuchsformen bildeten sich am Außenrand des Riffs, wo die Schwämme dem Angriff der Brandung ausgesetzt waren.
- Inkrustierdende Wuchsformen: Das Tier füllt mit der Skelettbildung Lücken des Bodens aus und bildet eine Kruste. Diese Wuchsform findet man oft auf dem Riffkamm.
- ästige (dendroide) Formen: Das Skelett ist mit mehr oder weniger ausgebreiteten Ästen baumartig verzweigt.

Daneben finden sich auch laminare und blumenkohlartige Formen.

## Lebensweise
Die Stromatoporen lebten als sessile Benthosbewohner in flachen und meist warmen Meeren. Ihre Ernährungsweise ist (wie vieles andere) immer noch ungewiss. Vermutlich ernährten sie sich als Filtrierer durch das Herausfiltern von Nährstoffen, Spurenelementen und eventuell auch Mikroplankton aus dem Meerwasser. Sie wuchsen zum größten Teil auf harten Untergrund oder auf Schalen anderer Organismen. Die Stromatoporen waren maßgeblich Riffbildner, doch findet man auch kleine, kugelige Kolonien in tieferen Meereslagen, weit entfernt von Riffgesellschaften. Eventuell bestand eine Symbiose bei einigen Vertretern der Stromatoporen mit Algen, ähnlich wie bei den heutigen Korallen. Diese Stromatoporen wuchsen meist im flachen Wasser, somit war noch genug Licht für die Photosynthese der Algen vorhanden. Diese Vermutung konnte aber noch nicht nachgewiesen werden, da fossilierte Algenreste auf den Stromatoporen noch nicht gefunden wurden.

## Stromatoporen und Parasiten
Bei den riffbildenden Stromatoporen lassen sich häufig senkrechte Röhren im Skelett finden (Caunoporen). Wenn sie durch Böden (Tabulae) unterteilt werden und eine eigene Wand besitzen, kann man auf ein Zusammenleben von Stromatoporen mit anderen Organismen schließen. Meist war es die Gattung Syringopora, eine tabulate Koralle, die als Kommensale in den Stromatoporen lebte. Dabei profitierte die Koralle von dem Wirt, richtete aber keinen großen Schaden an. Spuren von den Syringopora wurden vom Silur bis ins Devon in verschiedenen Gattungen der Stromatoporen nachgewiesen. Auch Röhren von rugosen Korallen, speziell von der Art Spongophyllum immersum wurden gefunden. Das Auftreten von Tabulaten als Kommensalen wurde sehr häufig nachgewiesen, an einigen Fundorten waren bis zu ein Drittel der Stromatoporen davon betroffen.
Selten wurden auch Spuren von Würmern und grubenförmige Auswüchse in den Fossilien gefunden. Bei den erstmals Ende des 20. Jahrhunderts nachgewiesenen Wurmspuren handelt es sich um spiralige, aufgerollte Röhren mit Durchmessern im Bereich von Zehntelmillimetern. Die Funde wurden bisher nur in Mitteleuropa gemacht und stammen aus der Zeit des Devons. Vermutlich wurden die Spuren von Streptindytes erzeugt, ein Wurm der Ordnung Serpulimorpha der Vielborster (Polychaeta). Über das Zusammenleben der beiden Organismen und ob es sich um Kommensalismus oder Parasitismus handelt, ist noch nichts Genaueres bekannt. Solche Röhren wurden auch in verschiedenen Tabulaten und Chaetetiden nachgewiesen.
Die grubenförmigen Spuren ähneln unregelmäßigen Auswüchsen des Skelettes, bei genauerer Untersuchung stellte es sich aber heraus, dass es sich um Spuren von anderen Organismen handelt, die eventuell als Parasiten an den Stromatoporen lebten. Der Durchmesser dieser Gruben liegt im Millimeterbereich. Vermutlich siedelte der Organismus auf den Stromatoporen und behinderte für einige Zeit das Wachstum. Später wuchs das Skelett an der Stelle wieder nach und füllte auch den Raum der Grube wieder aus. Von welchem Organismus diese Gruben erzeugt wurden und ob es sich tatsächlich um Parasitismus handelt, ist noch unbekannt.

## Die Riffbildung

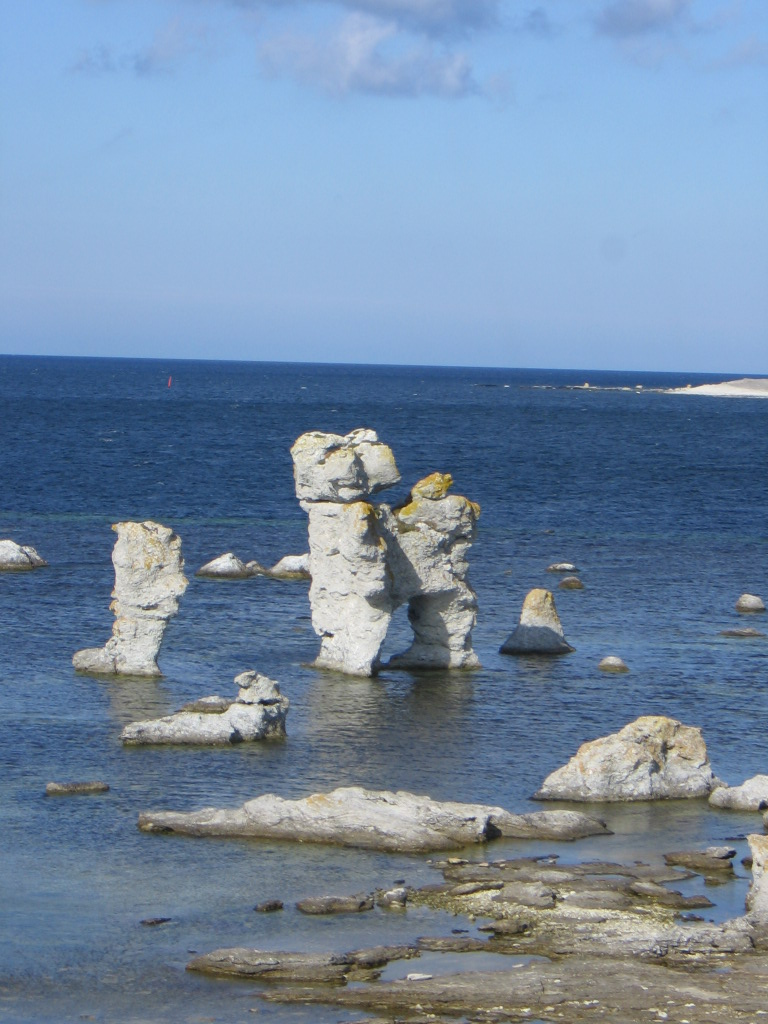
Die Raukar auf der Insel Fårö bei Gotland sind Erosionsreste eines silurischen Stromatoporenriffs

Im frühen Ordovizium waren die Moostierchen (Bryozoa) die eigentlichen Riffbauer, allerdings bildeten sie eigentlich keine Riffe im engeren Sinn, denn die Größe war sehr gering und mehr mit Hügeln vergleichbar. Diese Art von Riffen werden als Bioherme oder „patch reefs“ bezeichnet. Im mittleren Ordovizium gewannen die Stromatoporen bei der Riffbildung zunehmend an Bedeutung, in dieser Zeit gab es schon von Stromatoporen und Kieselschwämmen gebildete Riffe, die Höhen von bis 10 Metern und Durchmesser von 150 Metern erreichen konnten. In diesen Vergesellschaftungen kamen Stromatoporen mit einer Größe von bis über zwei Metern vor. Die Riffe des Ordoviziums unterschieden sich deutlich in der Größe und der Zusammensetzung der Lebensgemeinschaft von denen im Silur und Devon. Ein Beispiel ist das Riff in der Crown-Point-Formation im US-amerikanischen Bundesstaat Vermont. Das Grundgerüst wurde von den Armfüßern (Brachiopoden) gebildet, zum weiteren Aufbau trugen wesentlich Stromatoporen, Schwämme und Moostierchen bei. Auch rugose und tabulate Korallen waren, allerdings nur teilweise, am Aufbau beteiligt. Im letzten Stadium der Entwicklung waren massive Stromatoporen die dominierenden Lebewesen auf dem Riff. Erst ab dem Silur, bei den Tabulaten-Stromatoporen-Riffen erreichten die Tabulaten und Rugosen eine wichtige Stellung innerhalb der Riffbildung.
Die Bildung der Tabulaten-Stromatoporen-Riffe ist mit der Entstehung eines Korallenriffes vergleichbar. Meist wurde das Grundgerüst der Riffe von den korallenähnlichen Tabulaten und Rugosen sowie von Stromatoporen gebildet. Auf dem Gerüst siedelten weitere Tabulaten und Stromatoporen und die Skelettreste, Kalksedimente von abgestorbenen Organismen füllten die Hohlräume des relativ porösen Gerüsts. Moostierchen, Algen und auch einige Stromatoporengattungen verfestigten die Lücken, das Riff wuchs in die Höhe. Wenn es über den Meeresspiegel hinausgewachsen war, wurde ein der offenen Seeseite zugewandter, über dem Meeresspiegel liegender Riffkamm von inkrustierenden, flachen Stromatoporen mit massiven Skeletten, die den starken Wellenbewegungen standhielten, gebildet. An den Rückriffseiten in ruhigen Lagunen und in anderen seichten, stillen Meereslagen lebten oft dünnästige Formen, die oft ganze bodenbedeckende Stromatoporen-Rasen bildeten. Die Gattung Amphipora ist ein häufiges Beispiel für diese Wuchsform, die Durchmesser der einzelnen Äste liegen meist im Bereich von wenigen Millimetern. Fossilien von solchen Rasen aus dem Devon findet man zum Beispiel in dem stillgelegten „Operich“-Steinbruch in Büdesheim in der Eifel. 
Ab dem mittleren Ordovizium entstanden durch adaptive Radiation viele neue Formen der Tabulaten, Rugosen, Stromatoporen und anderen für Riffbildung wichtige Lebewesen. Im Ökosystem der Riffe wurden Nischen gefüllt, die Formenvielfalt wurde größer, so dass schließlich im Silur und Devon die mächtigen Tabulaten-Stromatoporen-Riffe entstehen konnten.

### Riffe im Silur

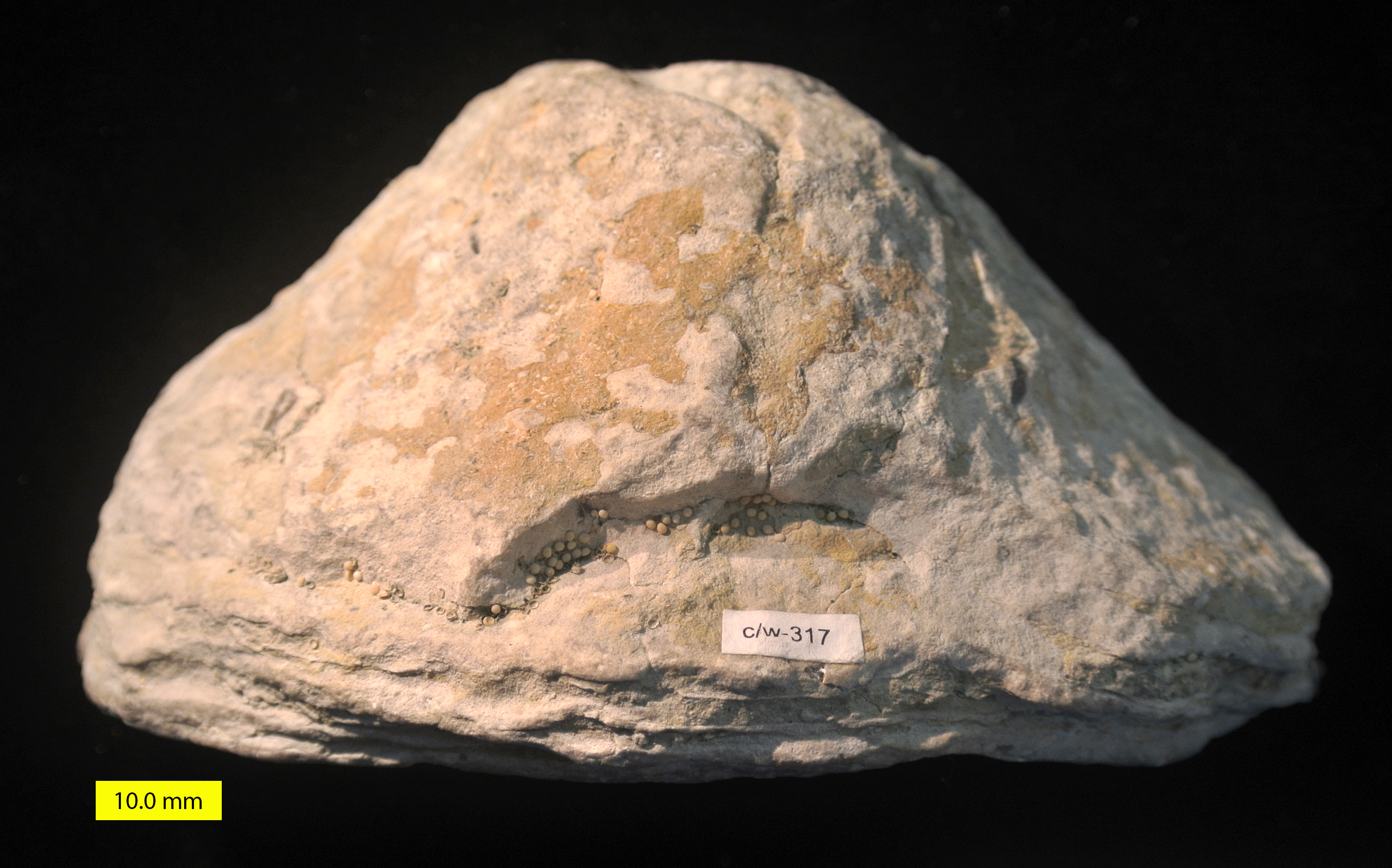
Densastroma pexisum; Silur, Saaremaa, Estland

Die Tabulaten-Stromatoporen-Riffe des Silurs erreichten teilweise eine Länge bis zu drei Kilometer. Wichtige Riffstrukturen aus dem Silur existieren zum Beispiel auf der Insel Gotland (Schweden), Anticosti (Kanada) und in den Karnischen Alpen (Österreich).
Das im Ostseebecken liegende Inselsystem Gotland ist ein Gebiet intensiver geologischer Forschung. Fossilien sind zahlreich und sehr oft in einem guten Erhaltungszustand. Im Silur war Gotland von einem warmen Flachmeer überdeckt und lag in einer ruhigen tektonischen Zone. Somit bestanden gute ökologische Bedingungen für die Riffbildungen. Besonders auffällig sind die „Rauka“, Säulen aus Riffkalkstein, die bis zu zehn Meter in die Höhe ragen und meist eine sehr eigenartige Form haben. Sie sind die durch Erosion geformten Reste der ursprünglichen Riffe. Ihre Form wird durch die ehemalige biologische Zusammensetzung der Riffe bestimmt, maßgeblich durch die Form der Stromatoporen.

### Riffe im Devon

Eingang zur Windjana Gorge

Im Devon erlebten die Stromatoporen ihre Blütezeit. In diesem Zeitraum existierten die größten Tabulaten-Stromatoporen-Riffe und der Artenreichtum dieser Lebensgemeinschaften war groß. Ein bekanntes Beispiel ist das „Devonian Great Barrier Reef“ der Pillara-Formation (Frasnium, Oberdevon) des Canningbeckens in West-Australien. Hierbei handelt es sich um einen großen Komplex aus Tabulaten-Stromatoporen-Riffen mit einer ursprünglichen Länge von wahrscheinlich mehr als 1000 Kilometern. Im Canningbecken waren die Bedingungen für die Bildung dieses riesigen Riffsystems optimal, da das Gebiet im Devon in der Nähe des Äquators lag. Fauna und Flora der Riffe waren sehr vielfältig und bestanden aus verschiedensten wirbellosen Tieren wie zum Beispiel Schnecken, Trilobiten und Armfüßern. Riffbauer waren, neben Stromatoporen und Korallen, Moostierchen und Einzeller. Fossilien von freischwimmenden Lebewesen, wie zum Beispiel Nautiliden, Ammonoideen und Fischen treten in den feinkörnigen Sedimenten auf, die im tieferen Wasser zwischen den Riffkörpern abgelagert wurden (Gogo- und Virgin-Hills-Formation). Die Funde lassen die enorme Komplexität dieser Ökosysteme erkennen. Hinsichtlich der Formenvielfalt und Farbenprächtigkeit waren die Tabulaten-Stromatoporenriffe wahrscheinlich genauso einzigartig wie die heutigen Korallenriffe. Am Nordrand dies Canningbeckens erreichen die heute noch vorhandenen Reste des Riffkomplexes eine Länge von 350 Kilometern und eine Höhe von über 100 Metern. Als sich das Meer vor ungefähr 250 Millionen Jahren zurückzog und die Riffe trockenfielen, gruben Flüsse tiefe Schluchten in das Gestein. Ein sehr bekanntes Beispiel ist die vom Lennard River gebildete Windjana Gorge. An den bis zu 90 Meter hohen Wänden der Schlucht lässt sich anhand der Schichtenfolge sehr gut die geologische Geschichte ablesen. Der Name des Devonian Great Barrier Reef bezieht sich auf das rezente Great Barrier Reef, welches nordöstlich von Australien im Südpazifik liegt. Es entstand, selbst in geologischen Zeiträumen betrachtet, sehr viel später, vor erst ungefähr 20 Millionen Jahren, und ist vorwiegend aus modernen Korallen (Scleractinien und Milleporiden) aufgebaut

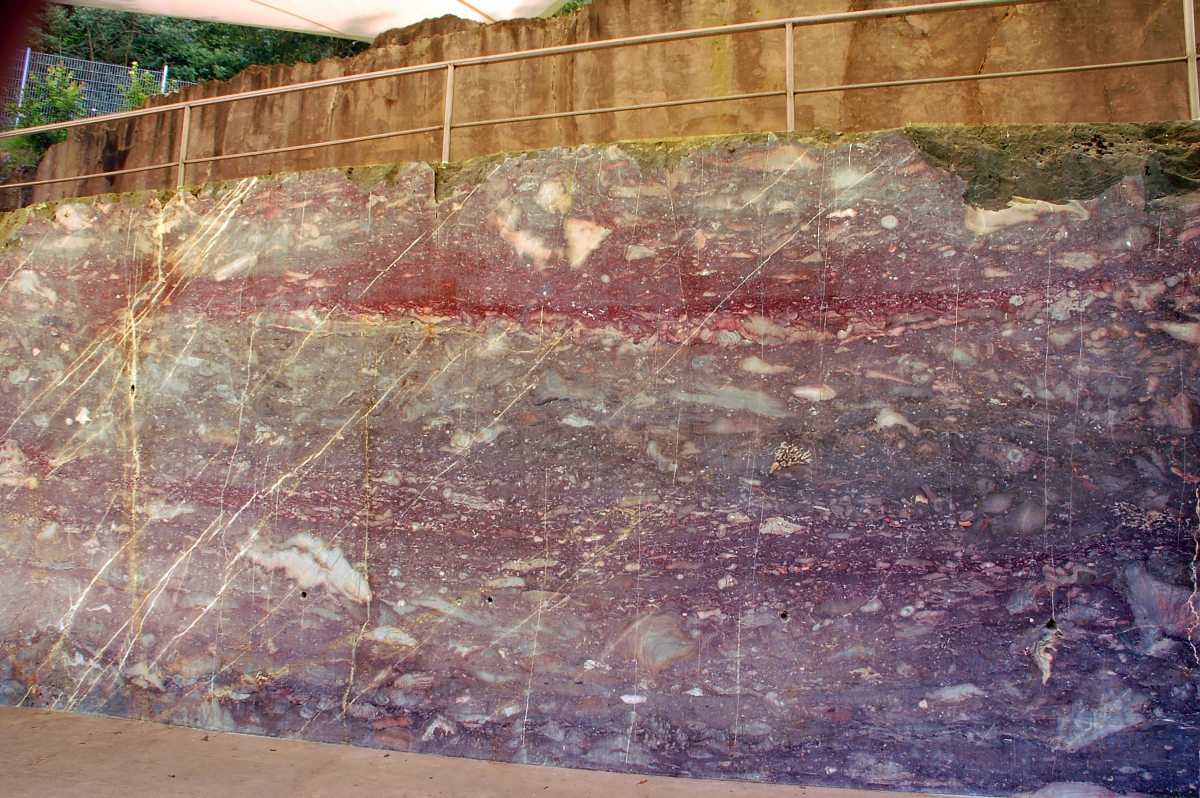
Polierte Abbaufront aus „Lahnmarmor“ im ehemaligen Steinbruch „Unica“ bei Villmar am Nordrand des Taunus: Massenkalk eines mitteldevonischen Stromatoporenriffs.

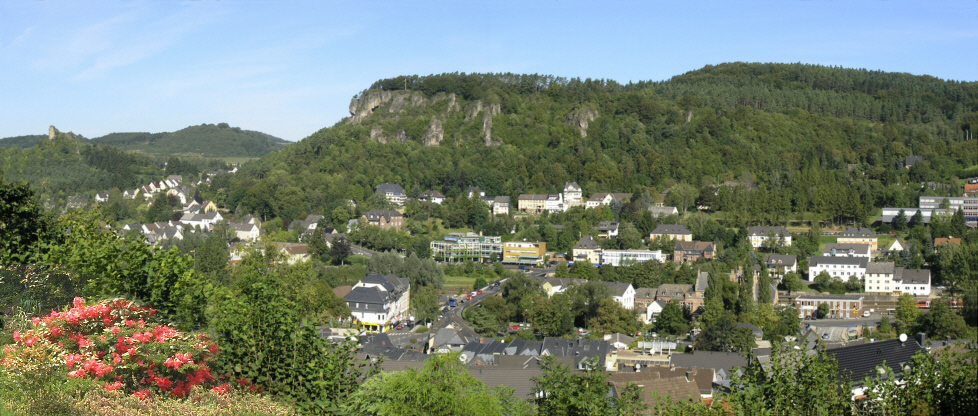
Dolomitfelsen Auberg (relativ unscheinbar, ganz links) und Munterley (Mitte) oberhalb von Gerolstein, Eifel

Auch im Rheinischen Schiefergebirge gibt es devonische Riffe. Ihr Gestein wird als Massenkalk bezeichnet. Massenkalk des Mitteldevons kommt unter anderem in den sogenannten Eifeler Kalkmulden vor. Ein besonders imposantes Beispiel sind die Dolomitfelsen im Kylltal von Gerolstein. Sie ragen im Tal bis zu 100 Meter in die Höhe. Der Dolomit wurde durch nachträgliche Umwandlung des Kalziumkarbonats infolge einer Anreicherung mit Magnesium gebildet. Aufgrund dieser Umwandlung sind die ursprünglich im Gestein enthaltenen Fossilien weitgehend zerstört worden. In den Gerolsteiner Dolomitfelsen lässt sich jedoch noch gut der ehemalige Riffkörper, die Riffkante sowie der Riffschutt des Vorriffbereiches erkennen. Allerdings finden sich in der Eifel auch Riffe mit besser erhaltenen Fossilien. Zu den häufiger auftretenden Stromatoporengattungen zählen Stromatopora, Actinostroma und Amphipora. Die Stromatoporen bildeten hier hauptsächlich großflächige Biostrome, flache, mehr in die Breite wachsende Riffe.
Gut erhaltene Riffreste mit vielen Fossilien kommen auch im rechtsrheinischen Teil des Schiefergebirges vor. Ein Beispiel ist das im oberen Devon entstandene „Wirbelauer-Riff“. Hierbei handelt es sich um ein von den Küstengewässern weit entferntes Riff, das auf einer vulkanischen Schwelle lag. Man kann es im stillgelegten Steinbruch Joerissen in der Nähe von Wirbelau besichtigen. Weitere hervorragende Riffkalk-Aufschlüsse des Oberdevons befinden sich, wiederum links des Rheins, in den Kalksteinbrüchen südöstlich von Aachen zwischen Walheim und Schmithof. Dort sind neben Riff- auch Knollenkalke des Frasniums großflächig aufgeschlossen.

## Die Stromatoporen im Mesozoikum
Nach dem Massenaussterben am Ende des Devons verschwanden die Stromatoporen, die korallenähnlichen Tabulaten und Rugosen wurden stark geschwächt. Die nach dem Devon von Organismen gebildeten Riffe verloren dadurch stark an Größe und ökologischer Bedeutung, erst im Laufe der Trias entstanden wieder ähnlich große Riffe und man findet auch wieder Fossilien der Stromatoporen. In dieser Zeit waren allerdings die Steinkorallen die dominierenden Riffbauer. Die im Trias wieder vorkommenden Formen der Stromatoporen (im Mesozoikum auch Sphaeractinoidea genannt) waren nicht mehr wesentlich an der Bildung der Riffe beteiligt, meist lebten sie als Riffbegleiter der Korallen. In der oberen Jura erlebten die mesozoischen Stromatoporen wieder eine Blüte und erreichten eine gewisse Bedeutung bei der Riffbildung, selten bildeten sie auch wieder kleine eigene Rifftypen. Ihr größtes Vorkommensgebiet war die Tethys. In Gebieten mit großer Wellenstärke kamen sie nicht mehr vor, sie bevorzugten ruhige und flache Zonen. Am Ende der Kreide starben sie schließlich ganz aus.

## Systematik
Die systematische Stellung der Stromatoporen ist auch heute noch nicht vollständig geklärt. Früher wurden die Stromatoporen den Hydrozoen zugeordnet. Auch eine Verwandtschaft mit Archaeocyathiden und Blaualgen, den Stromatolithen wurde in Betracht gezogen. Offensichtlich waren die Stromatoporen stark vom Massenaussterben im oberen Devon betroffen, denn erst ab der Trias lassen sich wieder ähnliche Fossilien finden. Daher kann man grundsätzlich zwei Gruppen unterscheiden:
- Stromatoporen aus dem Paläozoikum: Die „typischen“ Stromatoporen
- Mesozoische Formen: Auch als Sphaeractinoidea bezeichnet

Die „typischen“ Stromatoporen (engl.: true stromatoporoids) werden als eine monophyletische Gruppe betrachtet und zu den Schwämmen gestellt (Klasse Stromatoporoidea). Ein starkes Indiz dafür sind die Astrorhizen, da man ähnliche Strukturen bei der Gattung Astrosclera (Ordnung Sklerospongea) rezenter Schwämme gefunden hatte. Diese systematische Einordnung wird seit den 1970er- / 1980er-Jahren von den meisten Wissenschaftlern anerkannt.
Aufgrund der Lücke zwischen den beiden Gruppen ist die systematische Stellung der ab Trias wieder auftauchenden und bis zur oberen Kreide verbreiteten Formen noch weitgehend unklar. Sie werden oft als Sphaeractinoidea bezeichnet, um sie von den Stromatoporen zu trennen. Als wichtiger Unterschied wird oft der strukturelle Aufbau der Skelett-Elemente aufgeführt, denn bei den mesozoischen Fossilien sind die Elemente fast immer faserig aufgebaut. Aufgrund der Veränderung der Feinstruktur durch die Diagenese ist die taxonomische Bedeutung noch umstritten. Ob die Sphaeractinoidea mit den „typischen“, paläozoischen Stromatoporen eine Verwandtschaftsgruppe bilden oder ob es sich um konvergente Entwicklungen der Sklerospongea und Hydroidea handelt ist daher noch umstritten.

### Einige ausgewählte Gattungen
Labechia: Diese Gattung ist vom Ordoviz bis zum Unterkarbon bekannt. Arten von Labechia wurden in Europa, Asien und Nordamerika gefunden und lebten oft auf Riffen. Die Labechia zählen zu den ursprünglichen Stromatoporen, bei denen horizontale Skelettelemente fehlen, stattdessen ist das Skelett blasenförmig aufgebaut. Astrorhizen sind ebenfalls noch nicht vorhanden. Oft wurden Fossilien in Riffen gefunden, die Wuchsform war meist inkrustierend.
Stromatoporella: Vom Ordovizium bis zum Unterkarbon hatten die Stromatoporella ebenfalls eine lange „Überlebensdauer“. Die Astrorhizen sind bei dieser Gattung schon stark entwickelt, auch Wachstumsperioden sind gut sichtbar. Bei starker Vergrößerung erkennt man bei den Pfeilern eine poröse Mikrostruktur.
Stromatopora: Sie kamen im Silur bis zum Unterkarbon vor, waren weltweit verbreitet und lebten vor allem im Riffbereich. Die Kolonien waren meist massiv aufgebaut und die Latilaminae sind an den Fossilien sehr häufig gut erkennbar, dadurch erhält das Skelett eine geschichtete Form. Die Astrorhizen sind stark ausgebildet und meist gut sichtbar. Bei dieser Gattung treten sehr häufig die Wohnröhren der Syringopora auf. Stromatopora ist die erste entdeckte Gattung der Stromatoporen, beschrieben wurde sie 1826 von Georg August Goldfuß. Bevor die Untersuchung durch Dünschliffanalysen möglich war, wurde der Name für fast alle Stromatoporengattungen und ähnlich aufgebaute Organismen wie zum Beispiel die Stromatolithen benutzt. Das Taxon Stromatoporoidea wurde erst im Jahre 1879 eingeführt.
Actinostroma: Ab dem Ordovizium bis zum Unterkarbon lebten die Actinostroma in Riffbereichen und waren weltweit verbreitet. Die früher ebenfalls zu dieser Gattung gezählten Funde aus dem Mesozoikum werden nun im Allgemeinen zu den Actinostromaria (Jura bis Kreide) gestellt.
Amphipora: Diese bereits erwähnte Gattung kam nur im Mittel- bis Unterdevon vor. Die dünnen Ästchen zeigen feine Poren, die dicht nebeneinander liegen.
Stachyodes: Die Stachyodes lebten vom Untersilur bis zum Devon. Sie bildeten im Gegensatz zu den Amphipora dickästige Strukturen und lebten meist im Vor- und Hinterbereich der Riffe.
Burgundia: Eine mesozoische, von der oberen Trias bis zur oberen Kreide vorkommende Gattung. Sie wurden nur in Vorderasien, England, Italien und Deutschland gefunden.

## Weiterführende Literatur
- Juwan Jeon, Mar Simonet Roda, Zhong-Yang Chen, Yuan-Dong Zhang et al.: Phosphatic stromatoporoid sponges formed reefs ~480 Mya. In: PNAS, Band 122, Nr. 15, 31. März 2025, S. e2426105122; doi:10.1073/pnas.2426105122 (englisch) – zu Lophiostroma leizunia. Dazu:
- Elena Bernard: Schwämme bildeten schon vor 480 Millionen Jahren Riffe. Auf: wissenschaft.de vom 1. April 2025.